# Dávid Ádám
Dávid Ádám (Budapest, 1985. április 16. –) magyar író, költő, a Móra Könyvkiadó szerkesztője. A Millennium expressz-trilógia szerzője elsősorban gyerekeknek és kamaszoknak ír. A Virág utcai focibajnokság című első ifjúsági regénye magyar irodalomból harmadik és negyedik osztályban is tananyag lett. A könyvből készült tízrészes rádiójátékot a Kossuth Rádión sugározták 2017 novemberében és decemberében. Rabtársak a Gulagon címmel írt képregénye Németh Gyula illusztrációival a Gulág Emlékbizottság felkérésére jelent meg 2016 decemberében. Olofsson Placid és Menczer Gusztáv története 100.000 középiskoláshoz jutott el. A 28 oldalas képregényt 2017-ben Alfabéta-díjra jelölték.

## Élete
A Pázmány Péter Katolikus Egyetem Bölcsészet- és Társadalomtudományi Karán végzett 2010-ben. A német-kommunikáció szak mellett a kreatív írás programot is elvégezte Lackfi János és Vörös István vezetésével. Mellettük Lázár Ervint tekinti mesterének, akinek gyerekirodalmi munkásságát gondozza a Móra Könyvkiadónál. 2009 óta a József Attila Kör tagja. 2010-től egy éven át tanított a Friedrich Schiller Gimnázium ban. A Virág utcai focibajnokság címen 2011-ben jelent meg első ifjúsági regénye a Pozsonyi Pagony Kiadó századik könyveként, 2013-ban pedig Millennium expressz – A potyautas címmel második regénye is napvilágot látott a Tilos az Á Könyvek gondozásában. Az ifjúsági kalandregény-trilógia második kötete Millennium expressz – A fogoly címmel 2015-ben jelent meg. Emellett számos irodalmi és gyereklapban, valamint antológiákban publikál meséket, (gyerek)verseket. Újságíróként a következő nyomtatott és online folyóiratokba írt recenziókat, kritikákat, beszámolókat, interjúkat: Bárka, Csodaceruza, Filmtett, Gyermekszínházi Portál, Irodalmi Jelen, Librarius, Litera, Meseutca, PRAE, ÚjNautilus. Kutatóként elsősorban a kortárs magyar gyermek- és ifjúsági irodalom foglalkoztatja. Az írás mellett a filmkészítés is érdekli; több rövidfilmje sikerrel szerepelt amatőr filmfesztiválokon.

## Művei

### Ifjúsági regények
- A Virág utcai focibajnokság, illusztrálta Rubik Anna, Pozsonyi Pagony Kiadó, 2011, 2014, ISBN 9786155023460, ISBN 9789639727342
- Millennium expressz – A potyautas, Tilos az Á Könyvek, 2013, ISBN 9786155291968
- Millennium expressz – A fogoly, Tilos az Á Könyvek, 2015, ISBN 9789634100386
- Millennium expressz – A tudósító, Tilos az Á Könyvek, 2017, ISBN 9789634102908

### Drámák
- Classbook – közösségi dráma, ujnautilus.info, 2012. 09. 16., 2012. 10. 01., 2012. 10. 15.
- Petőfi Irodalmi Időgép[halott link] – színjáték 12 pontban, csukasistvandij.hu, 2014 (bemutató: 2012. 09. 28., Petőfi Irodalmi Múzeum)

### Mesék antológiákban
- Angyali ajándék, in: Nini néni és a többiek – Mesék magyar írók tollából , 22–23. oldal, ISBN 9789636296612
- Áprilisi tréfák, in: A kalóz nagypapa – Családi mesék, Pozsonyi Pagony Kiadó, 2013, 44–49. oldal, ISBN 9786155291265
- A szőrnyeteg, in: Egyszervolt… meseantológia[halott link], Csimota Kiadó, 2014, 107–111. oldal, ISBN 9789639768789

### További mesék
- Mesebeli köszöntés, Csodaceruza, 2006. V. évfolyam, 23. szám, 6–9. oldal[10]
- A betontenger könyve (részlet), litera.hu, 2009. 05. 06.
- Tüsi, a tűznyelő sárkány, Csodaceruza, 2012., XI. évfolyam, 55. szám, 10–11. oldal
- Esti mese, ujnautilus.info, 2012. 04. 01.
- Hangkertészek, irocimborak.blogspot.hu, 2014. 05. 19.
- Karácsonyi kopácsolás, Mikkamakka magazin, 2016. december (megjelenés előtt)

### Fontosabb versek
- Vak töltény, Net-szonett, Tapogató, Tátogató, Anyanyelv, Bárka, 2009/4, 26–27. oldal
- A bús bébicsősz dala, Kacibogár, Hős búvár esti éneke, Dörmögő Dömötör, 2009/7, 25. oldal
- Tetkó, a tengerész, Szitakötő, 2010/1, 18. oldal
- Jégvirágok, Bögreszörny, A láthatatlan banán, Hagymakupola, Dörmögő Dömötör, 2010/2, 4–5. oldal
- Ijesztő madár, Szellemidézés, Gyógytorna, Harcművész hajnali éneke, Hangmérnök déli éneke, Hegymászó éji éneke, Kincskereső, 2010/4, 12–14. oldal
- Úton-útfélen, kulter.hu, 2010. 09. 08.
- Ádi Dávidzon, Villanykapcsoló, Temetőben lenni fának, Bárka, 2011/3, 58–59. oldal
- Szeresd felebarátnődet, Földgömböc, kulter.hu, 2011. 09. 16.
- Kezes lábos, irocimborak.blogspot.hu, 2012. 02. 26.
- Tenyeres torta, irocimborak.blogspot.hu, 2013. 01. 16.
- Hírbagoly, irocimborak.blogspot.hu, 2013. 03. 26.
- Leszámolósdi, Limerikek L. Ervinnek, Kincskereső, 2013/1, 13. oldal
- SzappanaopeRAP, irocimborak.blogspot.hu, 2015. 04. 16.
- Állatkerti karácsony, in: Parti medve, Cerkabella Könyvkiadó, 2016, 104–106. oldal, ISBN 9789639820784

### Képregények
- Rabtársak a Gulagon, illusztrálta Németh Gyula, Gulág Emlékbizottság, 2016[11]
- Budapest vőlegénye és a Millennium expressz[halott link], illusztrálta Németh Gyula, 2017 (megjelenés előtt)

## Fontosabb díjak

### Elismerések
- Alfabéta-díj jelölés | a Rabtársak a Gulagon című képregényért (2017)[12]
- A Nemzeti Kulturális Alap támogatása | a Millennium expressz – A fogoly megjelentetésére (2015)
- A Nemzeti Kulturális Alap támogatása | a Millennium expressz – A potyautas megjelentetésére (2013)
- Aranyvackor − országos meseíró pályázat | döntő (2011)
- Együtt lenni jó − országos meseíró pályázat | döntő (2010)
- Aranyvackor − országos meseíró pályázat | a Litera különdíja (2009)
- Aranyvackor − országos meseíró pályázat | döntő (2007)

### Ösztöndíjak
- Örkény István drámaírói ösztöndíj | a Millennium expressz drámaváltozatának megírására (2017. január–december)
- A Nemzeti Kulturális Alap alkotói ösztöndíja | a Millennium expressz megírására (2012. december – 2013. szeptember)
- Comenius tanárasszisztensi ösztöndíj | német tanítás az ITC Bodoni középiskolában, Párma (2010. január-június)
- Kutatói ösztöndíj | Internationale Jugendbibliothek, München (2009. augusztus-november)
- Köztársasági ösztöndíj | PPKE-BTK (Piliscsaba, 2007-2008)
- DAAD kutatói ösztöndíj | Humboldt Universität, Berlin (2007. szeptember-december)
- Mesterkurzus | Radboud Universiteit, Nijmegen  (2006. augusztus)
- DAAD kutatói öszdöndíj | Freie Universität, Berlin (2005. augusztus)